# Sigmella sordida
Sigmella sordida är en kackerlacksart som först beskrevs av Karlis Princis 1952.  Sigmella sordida ingår i släktet Sigmella och familjen småkackerlackor. Inga underarter finns listade i Catalogue of Life.